# Stævning
 Denne artikel bør gennemlæses af en person med fagkendskab for at sikre den faglige korrekthed.

 Ikke at forveksle med Stævning af træer.
Stævning er betegnelsen for det dokument, som en part (oftest via en advokat) indgiver til retten som begyndelsen på en retssag i den civile retspleje.
Den part, der indgiver stævningen, benævnes sagsøger.
I stævningen opfordres modparten eller -parterne til at møde i retten eller skriftligt svare på de påstande, som stævningen indeholder.
Påstanden i stævningen vil oftest være, at modparten eller -parterne skal betale et beløb til sagsøger. Dog kan påstanden også være, at modparten eller -partnerne skal anerkende et eller andet.
Tidligere blev stævning generelt benyttet om indkaldelser til at møde for en ret. Den slags dokumenter benævnes nu oftere indkaldelse, men ordet vidnestævning betegner fortsat en parts begæring om, at retten indkalder en person til at give møde som vidne i en civil sag.[kilde mangler]